# Uralische Sprachen

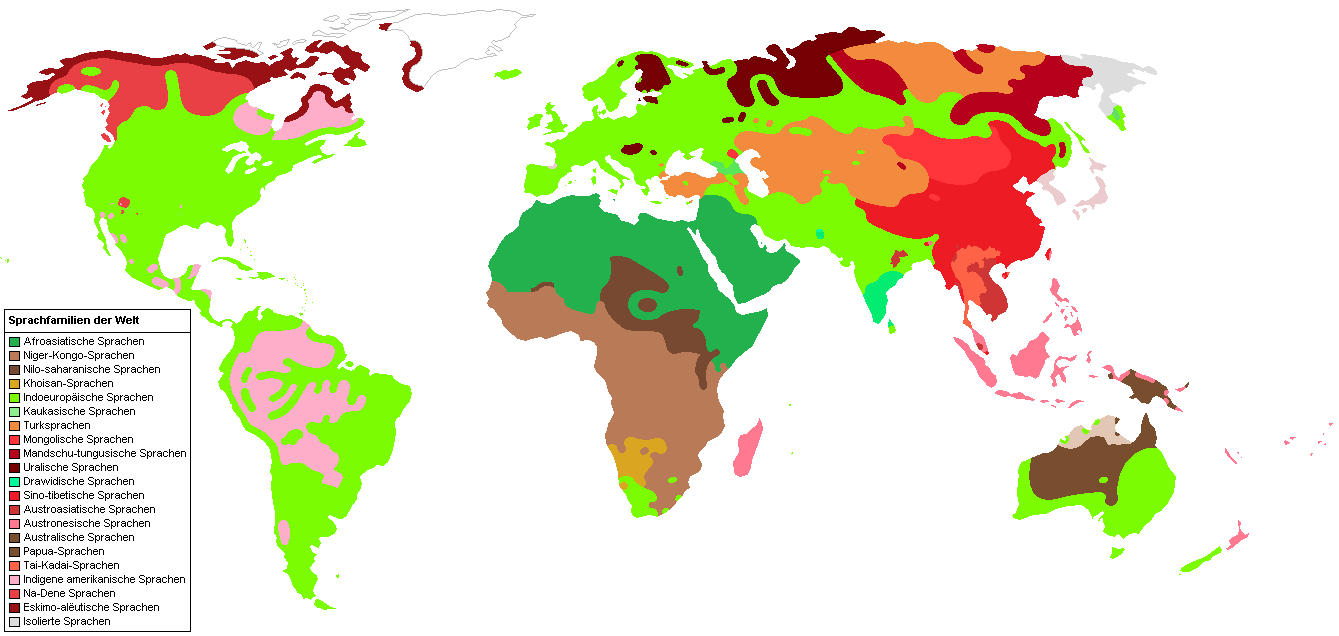
Uralische Sprachen (dunkelrot) neben anderen Sprachfamilien der Welt

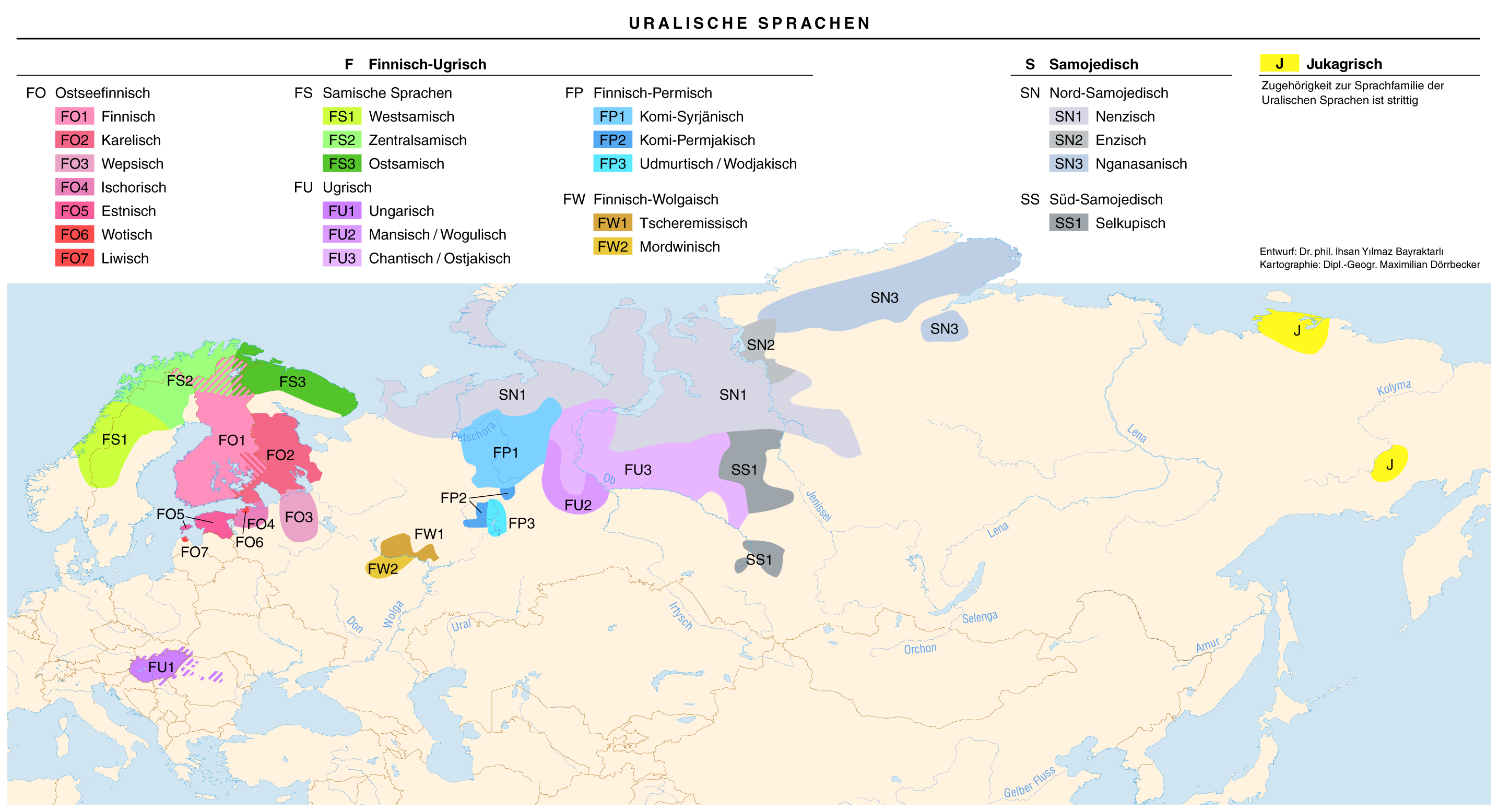
Geographische Verteilung der uralischen Sprachen

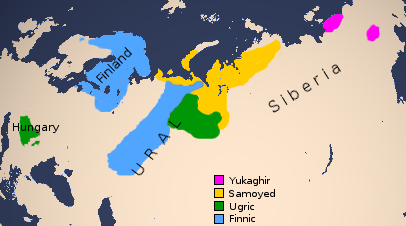
Geographische Verteilung des Uralischen mit den Teilgruppen Finno-Permisch (blau), Ugrisch (grün) und Samojedisch (gelb). Ebenfalls eingezeichnet ist (siehe unten) das Jukagirische (pink).

Die uralischen Sprachen bilden eine Familie von etwa 30 Sprachen, die von rund 25 Millionen Menschen gesprochen werden. Das Ausbreitungsgebiet erstreckt sich über weite Teile des nördlichen Eurasiens von Skandinavien bis über den Ural auf die Taimyr-Halbinsel. Außerdem gehört das Ungarische in Mitteleuropa zu dieser Sprachfamilie.
Typologisch haben die uralischen Sprachen eine große Bandbreite. Einige Eigenschaften sind vorherrschend oder doch weit verbreitet: eine reiche agglutinative Morphologie, insbesondere ein reichhaltiges Kasussystem mit bis zu 20 Fällen. Die Verneinung erfolgt in den meisten Sprachen durch ein flektierbares Hilfsverb, Vokalharmonie ist in einigen Sprachen vorhanden.
Die Heimat der gemeinsamen Ursprache aller uralischen Sprachen, also des Proto-Uralischen, lag wahrscheinlich im zentralen oder südlichen Uralgebiet. Diese angenommene Urheimat war bestimmend für die Namensgebung der Sprachfamilie. Vor etwa sechstausend Jahren begann die Abtrennung einzelner uralischer Gruppen und ihre Abwanderung in die späteren Siedlungsgebiete.
Die Wissenschaft von den uralischen Sprachen und der damit verbundenen Kultur heißt Uralistik oder – bei der Beschränkung auf einen der beiden Hauptzweige des Uralischen – Finnougristik und Samojedistik.

## Hauptsprachen
Die wichtigsten und sprecherreichsten uralischen Sprachen sind:
- Ungarisch oder Magyar, 14,5 Mio. Sprecher, Nationalsprache Ungarns und der Ungarn, Sprache der autochthonen ungarischen Minderheiten in Kroatien (v. a. Gespanschaft Osijek-Baranja), Österreich (v. a. Burgenland), Rumänien (Siebenbürgen), der Slowakei (ehemaliges Oberungarn), Serbien (Vojvodina) und der Ukraine (Oblast Transkarpatien)
- Finnisch oder Suomi, 6 Mio., Nationalsprache Finnlands
- Estnisch, 1,1 Mio., Nationalsprache Estlands
- Mordwinisch, 1,1 Mio., Russland, Mordwinien (Varietäten Ersjanisch und Mokschanisch)
- Mari oder Tscheremissisch, 600.000, Russland, Republik Mari El
- Udmurtisch, 550.000, Russland, Udmurtien
- Komi, 400.000, Russland, Republik Komi (Varietäten Komi-Syrjänisch und Komi-Permjakisch)

## Hauptzweige und Verbreitungsgebiete

### Die unumstrittenen Primärzweige
Die uralische Sprachfamilie besteht aus neun Teilgruppen, von denen unumstritten ist, dass sie jeweils auf einen gemeinsamen Vorfahren (Ur-Samisch, Ur-Ostseefinnisch, Ur-Samojedisch u. a.) zurückgehen – so wie die neun Teilgruppen ihrerseits wiederum auf einen gemeinsamen Vorfahren, das Ur-Uralische, zurückgehen:
1. Samisch
2. Ostseefinnisch
3. Mordwinisch
4. Mari
5. Permisch
6. Ungarisch
7. Mansisch
8. Chantisch
9. Samojedisch

Eine weitere Verwandtschaft vieler dieser Zweige untereinander wird traditionell angenommen, ist aber heute unklar und umstritten.

### Die beiden Hauptzweige
Das Uralische zerfällt in zwei klar definierte Hauptzweige, die sich möglicherweise vor über 6000 Jahren getrennt haben:
- den größeren westlichen Zweig Finno-Ugrisch mit heute über 99 % der uralischen Sprecher und insgesamt 24 Sprachen
- den kleineren nördlich und östlich des Urals beheimateten Zweig des Samojedischen mit noch vier lebenden Sprachen, die von nur noch höchstens 30.000 Menschen in riesigen dünn besiedelten Gebieten Nordsibiriens gesprochen werden.

Der sprachliche Abstand zwischen Finnisch und Ungarisch – beide sind Mitglieder des finno-ugrischen Zweigs – kann mit dem zwischen Deutsch und Russisch verglichen werden; die Unterschiede zwischen einzelnen finno-ugrischen und samojedischen Sprachen sind noch erheblich größer.

### Die finno-ugrischen Sprachen
Die bekanntesten finno-ugrischen Sprachen sind das Ungarische (14,5 Mio. Sprecher), das Finnische (6 Mio.) und das Estnische (1,1 Mio.). Diese drei sind auch die einzigen uralischen Sprachen mit dem Status einer Nationalsprache.
Das Samische (frühere Bezeichnung Lappisch) bildet eine Gruppe von zehn Sprachen mit rund 35.000 Sprechern, die hauptsächlich in Norwegen und Schweden, aber auch in Finnland und Russland auf der Kola-Halbinsel gesprochen werden. Das Livische ist eine ausgestorbene, dem Finnischen und dem Estnischen eng verwandte Sprache, die in Lettland gesprochen wurde. Alle anderen uralischen Sprachen haben ihre Verbreitungsgebiete im heutigen Russland.
Zunächst schließen sich dem Estnischen in Russland in einer breiten Zone bis zur Kola-Halbinsel die Sprachen Wotisch, Ingrisch (beide fast ausgestorben), Wepsisch (8.000 Sprecher) und Karelisch (70.000, Autonome Republik Karelien) an. Wepsisch und Karelisch werden fast nur noch von älteren Sprechern gesprochen. Im zentralen Wolgagebiet findet man in eigenen Autonomen Republiken das Mordwinische (mit 1,1 Mio. Sprechern die größte uralische Sprache Russlands), das Mari oder Tscheremissische (600.000 Sprecher) und das Udmurtische (600.000). Weiter nördlich schließt sich das Komi mit den Varietäten Syrjänisch und Permjakisch an, die zusammen etwa 500.000 Sprecher aufweisen. Manche Autoren betrachten Syrjänisch und Permjakisch als separate Sprachen.
Östlich des Urals werden im Ob-Gebiet die beiden ob-ugrischen Sprachen Chantisch (oder Ostjakisch, 15.000 Sprecher) und Mansisch (oder Wogulisch, 5.000 Sprecher) in einem eigenen Autonomen Kreis (Okrug) der Chanten und Mansen gesprochen. Sie sind die nächsten Verwandten des weit nach Westen vorgedrungenen Ungarischen und bilden mit diesem die ugrische Untergruppe.

### Die samojedischen Sprachen
Die trotz sowjetischer Ansiedlungspolitik teilweise nomadisch gebliebenen Samojeden bewohnen im Norden Russlands ein riesiges Gebiet vom Weißen Meer bis zur Taimyr-Halbinsel. Die etwa 41.000 Nenzen oder Juraken machen den weitaus größten Teil der Samojeden aus. Sie stellen in drei Autonomen Bezirken die Titularnation (Autonomer Kreis der Nenzen, Autonomer Kreis der Jamal-Nenzen und der ehemalige Autonome Kreis Taimyr), zudem leben etwa 1.200 Wald-Nenzen im Autonomen Kreis der Chanten und Mansen und etwa 8.000 in der Oblast Archangelsk. Noch 27.000 Personen, also etwa 70 % der Nenzen, sprechen ihre angestammte nenzische Sprache. Die nah verwandten Enzen an der Jenissei-Mündung zählen nur noch etwa 230 Personen, von denen noch rund 100 ältere Stammesmitglieder das Enzische sprechen.
Nördlich und östlich schließen sich die Nganasanen an, von denen etwa 1.000 Nganasanisch sprechen, und die südöstlich im Gebiet des mittleren Ob lebenden Selkupen mit 2.000 Sprechern des Selkupischen. Die süd-samojedischen Sprachen Mator und Kamas sind ausgestorben. Mator wurde im frühen 19. Jahrhundert von einer Turksprache verdrängt; es wurde jedoch vorher durch intensive linguistische Feldarbeit erschlossen. Der letzte Kamas-Sprecher starb 1989.

## Die uralischen Sprachen und ihre Klassifikation
Die Geschichte und aktuelle Diskussion der genetischen Klassifikation der uralischen Sprachen wird unten ausführlich dargestellt. Da die aktuelle wissenschaftliche Diskussion divergierende Ansätze für die innere Gliederung der uralischen Sprachen bietet – insbesondere für den finno-ugrischen Zweig –, wird hier weitgehend die „traditionelle“ Klassifikation zugrunde gelegt, die von den meisten Forschern favorisiert wird.
Allerdings muss nach Übereinstimmung der meisten Finnougristen die Einheit Wolgafinnisch (Zusammenfassung von Mordwinisch und Mari) aufgegeben werden. Auch eine früher angenommene finnisch-samische Einheit wird von manchen Forschern nicht mehr vertreten, so dass beide Sprachen separate Gruppen innerhalb des Finno-Permischen darstellen. Man erhält dann folgende genetische Struktur der uralischen Sprachfamilie:

### Genealogische Struktur
- Uralisch
  - Finno-Ugrisch
    - Finno-Permisch
      - Ostseefinnisch
      - Samisch
      - Mordwinisch
      - Mari
      - Permisch

    - Ugrisch
      - Ungarisch
      - Ob-Ugrisch

  - Samojedisch
    - Nordsamojedisch
    - Südsamojedisch

### Klassifikation der uralischen Sprachen
Fettdruck wird für genetische Einheiten, Normaldruck für Einzelsprachen verwendet; Dialekte und Varietäten werden kursiv dargestellt. Die Sprecherzahlen entstammen ETHNOLOGUE 2005, aktuellen Länderstatistiken und dem unten als Weblink angegebenen Artikel. Ein † kennzeichnet ausgestorbene Sprachen.

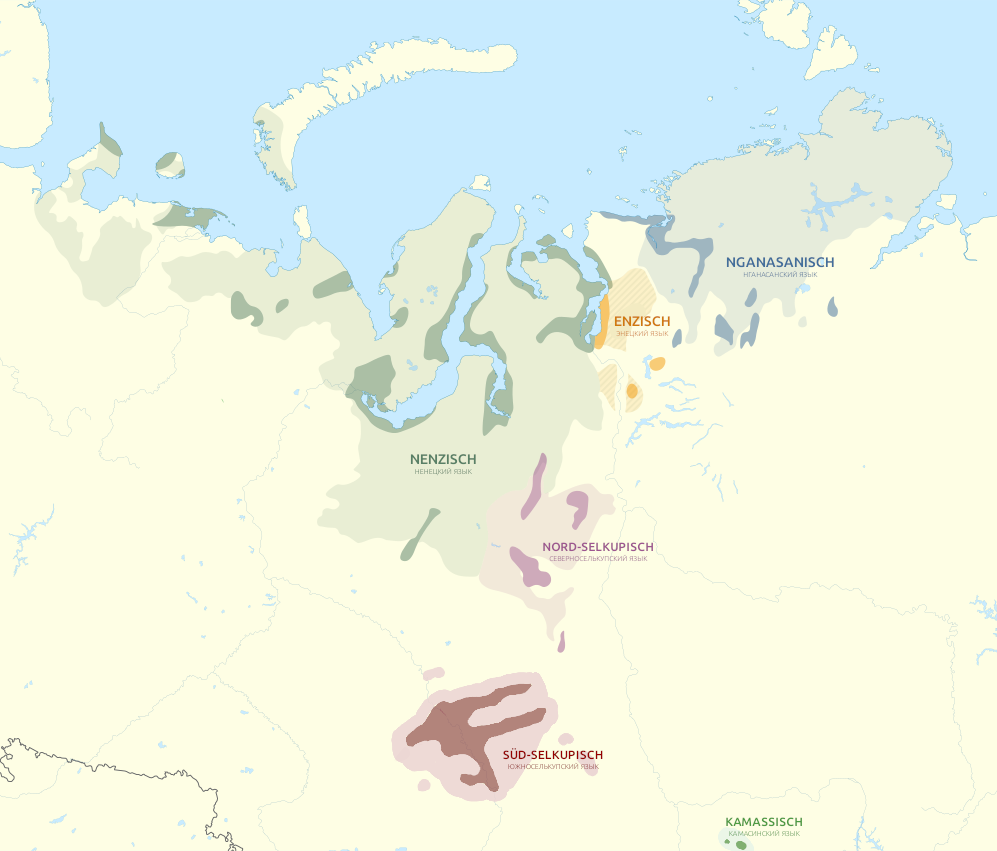
Geographische Verteilung der samojedischen Sprachen

- Uralisch 31 Sprachen, davon 4 †, insgesamt 24 Mio. Sprecher
  - Finno-Ugrisch 25 Sprachen, 2 †, 24 Mio. Sprecher
    - Finno-Permisch
      - Ostseefinnisch (7 Sprachen, 7,2 Mio. Sprecher)
        - Finnisch (Suomi) (6 Mio.) Dialekte: Südwest, Häme, Süd-, Mittel-Nord- und Ober-Pohjanmaa, Savo, Südost
        - Karelisch (130.000) Dialekte: Nord = Viena, Süd, Aunus = Livvi = Olonetzisch, Lüdisch
        - Wepsisch (6.000)
        - Ingrisch (Ischorisch) (300, ethnisch 15.000)
        - Estnisch (1,1 Mio.) Dialekte: Tallinn, Tartu, Mulgi, Võru, Seto
        - Wotisch (fast †)
        - Livisch (fast †)

      - Samisch (11 Sprachen, 2 †, 23.000 Sprecher)
        - Westsamisch
          - Nord-Samisch (20.000, ethnisch 40.000)
          - Lule (2.000)
          - Pite (fast †)
          - Süd-Samisch (600)
          - Ume (fast †)

        - Ostsamisch
          - Inari (300)
          - Skolt (300)
          - Akkala †
          - Kildin (1.000)
          - Ter (fast †)
          - Kemi †

      - Mordwinisch
        - Mordwinisch (1,1 Mio.) Varietäten: Ersjanisch (700.000), Mokschanisch (400.000)

      - Mari
        - Mari (Tscheremissisch) (600.000) Varietäten: Ost-Mari oder Wiesen-Mari, Berg-Mari

      - Permisch
        - Udmurtisch (Wotjakisch) (550.000, ethnisch 750.000) Dialekte: Bessermjanisch (Nord), Süd
        - Komi (400.000) Varietäten: Syrjänisch, Permjakisch, Jaswa

    - Ugrisch
      - Ob-Ugrisch
        - Chantisch (Ostjakisch) (12.000, ethnisch 20.000) Dialekte: Nord, Ost, Süd, Wach
        - Mansisch (Wogulisch) (3.200, ethnisch 8.500) Dialekte: Nord (Soswa), Süd (Tawda), West (Pelym, Wagily), Ost (Konda)

      - Westugrisch
        - Ungarisch (Magyarisch) (14,5 Mio.)
          - Dialekte: West-Ungarisch, Transdanubisch, Süd-Ungarisch, Theiß, Paloczen, Nordost-Ungarisch, Mezőseg, Szekler

  - Samojedisch (6 Sprachen, davon 2 †, 30.000 Sprecher)
    - Nordsamojedisch
      - Nganasanisch (Tawgy-Samojedisch) (500, ethn. 1.300) Dialekte: Awamisch, Wadeisch
      - Enzisch (Jenissei-Samojedisch) (100, ethn. 200) Dialekte: Wald-Enzisch, Tundra-Enzisch
      - Nenzisch (Jurak-Samojedisch) (27.000, ethn. 35.000) Dialekte: Tundra-Nenzisch (25.000), Wald-Nenzisch (2.000)

    - Südsamojedisch
      - Selkupisch (Ostjak-Samojedisch) (1.600, ethn. 4.000) Dialekte: Tas, Tym, Narym, Westliche Ob-Ket
      - Kamassisch (Koibalisch) †
      - Matorisch (Motorisch; Taiga, Karagassisch) †

Eine noch feinere Klassifikation mit allen Unterdialekten bietet der unten angegebene externe Link „Tabelle der uralischen Sprachen und Dialekte“ aus dem „Database of Uralic Typology Project“.

## Uralische und finno-ugrische Wortgleichungen
Einen Eindruck vom Verwandtschaftsgrad einzelner uralischer Sprachen liefern die folgenden Tabellen mit ausgewählten uralischen Wortgleichungen. Sie zeigen auf den ersten Blick, dass Finnisch und Estnisch sehr eng verwandt sind und dass das samojedische Nenzisch – trotz erkennbarer Verwandtschaft – davon stark abweicht. Die besondere Nähe des Chantischen zum Ungarischen – beides sind ugrische Sprachen – erschließt sich nicht ohne Weiteres aus der Tabelle, sondern tritt erst bei Einsatz subtilerer linguistischer Techniken zutage.
Die Hauptquellen dieser Tabellen sind das UEW (Uralisches Etymologisches Wörterbuch) von Károly Rédei (1986–1991) sowie der unten angegebene Weblink. In der zweiten Zeile sind die häufig verwendeten alternativen Sprachnamen bzw. deren Abkürzungen angegeben. Die Angabe „(FU)“ hinter der rekonstruierten Form bedeutet, dass diese Wortgleichung nur im Finno-Ugrischen, aber nicht im Samojedischen belegt ist, es sich also um eine rekonstruierte proto-finno-ugrische Grundform handelt. Gesamt-uralische Wortgleichungen sind relativ selten; dennoch ist die Zugehörigkeit der samojedischen Sprachen zum Uralischen unbestritten.
| Bedeutung    | Finnisch | Estnisch | Samisch | Mordwinisch | Mari  | Udmurtisch | Komi   | Chantisch | Mansisch | Ungarisch | Nenzisch | Selkupisch | Proto-Uralisch |
| ------------ | -------- | -------- | ------- | ----------- | ----- | ---------- | ------ | --------- | -------- | --------- | -------- | ---------- | -------------- |
| Ader, Sehne  | suoni    | soon     | suodma  | san         | šün   | sen        | sen    | jan       | tεn      | ín        | ten      | čen        | *se̮ne          |
| Auge         | silmä    | silm     | čalbme  | sel'me      | činca | .          | sin    | sem       | šäm      | szem      | sew      | sai        | *śilmä         |
| Herz         | sydän    | süda     | tšade   | sedej       | šüm   | sulem      | selem  | šem       | šäm      | szív      | sej      | sid'       | *śiδämз        |
| Kopf         | pää      | pea      | .       | pä          | .     | puŋ        | pom    | .         | päŋ      | fej, fő   | .        | .          | *päŋe (FU)     |
| Hand         | käsi     | käsi     | gietta  | ked         | kit   | ki         | ki     | köt, ket  | kät      | kéz       | .        | .          | *käte (FU)     |
| Blut         | veri     | veri     | varra   | ver         | wər   | ver        | vir    | wer       | wür      | vér       | .        | .          | *wire (FU)     |
| Fuß, Bein    | jalka    | jalg     | juolge  | jalgo       | jal   | .          | .      | .         | .        | gyalog1   | .        | .          | *jalka (FU)    |
| Schoß; Faden | syli     | süli     | salla   | säl         | šəl   | sul        | syl    | jöl       | täl      | öl        | .        | .          | *süle (FU)     |
| Fisch        | kala     | kala     | guolle  | kal         | kol   | .          | .      | kul       | kol      | hal       | χāľe     | kel        | *kala          |
| Laus         | täi      | täi      | dik'ke  | .           | ti    | tej        | toj    | tögtəm    | täkəm    | tetű      | .        | .          | *täje (FU)     |
| Maus         | hiiri    | hiir     | .       | čejer       | .     | šir        | šyr    | jönkər    | täŋker   | egér      | .        | .          | *šiŋer (FU)    |
| Baum, Holz   | puu      | puu      | .       | .           | pu    | pu         | pu     | .         | -pe      | fa        | pa       | po         | *puwe          |
| Eis          | jää      | jää      | jieegŋa | ej          | ij    | je         | ji     | jöŋk      | jöŋk     | jég       | .        | .          | *jäŋe (FU)     |
| Wasser       | vesi     | vesi     | .       | ved         | wət   | vu         | va     | .         | wit      | víz       | wit      | yt         | *wete          |
| Haus, Hütte  | kota     | koda     | goatte  | kudo        | kuδə  | ka, ko     | ka, ko | kat       | .        | ház       | .        | .          | *kota (FU)     |

Anmerkung: 1 ‚zu Fuß‘
| Bedeutung      | Finnisch | Estnisch | Samisch | Mordwinisch | Mari   | Udmurtisch | Komi  | Chantisch | Mansisch | Ungarisch  | Nenzisch | Selkupisch | Proto-Uralisch |
| -------------- | -------- | -------- | ------- | ----------- | ------ | ---------- | ----- | --------- | -------- | ---------- | -------- | ---------- | -------------- |
| gehen          | mennä    | mine     | manna   | .           | mije   | min        | mun   | men       | min      | menni      | min      | men-da     | *mene          |
| fühlen, wissen | tuntea   | tunde    | dow'da  | .           | .      | todi       | ted   | .         | .        | tudni      | tumta    | (tymne)    | *tumte         |
| geben          | antaa    | anda     | .       | ando        | .      | ud         | ud    | .         | .        | adni       | .        | .          | *amta (FU)     |
| eins           | yksi     | üks      | ok'ta   | vejke       | ik(te) | ok         | et    | it        | ük       | egy        | .        | .          | *ikte (FU)     |
| zwei           | kaksi    | kaks     | guokte  | kavto       | kok    | kik        | kik   | kät       | kit      | két, kettő | .        | .          | *kakta (FU)    |
| drei           | kolme    | kolm     | golbma  | kolmo       | kəm    | kwin       | kujim | koləm     | korəm    | három      | .        | .          | *kolme (FU)    |
| vier           | neljä    | neli     | njaelje | nile        | nəl    | nil        | nol   | nelə      | nili     | négy       | .        | .          | *neljä (FU)    |
| fünf           | viisi    | viis     | vitta   | vete        | wəc    | vit        | vit   | wet       | ät       | öt         | .        | .          | *witte (FU)    |
| sechs          | kuusi    | kuus     | gut'ta  | koto        | kut    | kwat'      | kvat  | kut       | kat      | hat        | .        | .          | *kutte (FU)    |
| hundert        | sata     | sada     | čuotte  | sado        | šüδə   | su         | so    | sat       | šat      | száz       | .        | .          | *sata (FU)     |
| wer            | kuka     | ke(s)    | gi, kä  | ki          | ke, kü | kin        | kin   | .         | .        | ki         | .        | .          | *ke, ki (FU)   |

Auf eine außeruralische Verwandtschaft weisen folgende proto-uralische Vorformen hin:
- *kala ‚Fisch‘ | germanisch *hwali- ‚Wal‘
- *kota ‚Zelt, Hütte, Haus‘ | indogermanisch *kata
- *se̮ne ‚Ader; Sehne‘ | germanisch *senuwō ‚Sehne‘, zu indogermanisch *sneh₁-.
- *wete ‚Wasser‘ | indogermanisch *uodr̥
- *ke, ki ‚wer‘ | indogermanisch *kʷis
- *sata ‚hundert‘, höchstwahrscheinlich eine Entlehnung aus dem Indoiranischen, vgl. avestisch satəm, altindisch śatá-, zu indogermanisch *ḱm̥tóm

Finno-ugrische Lautentsprechungen
Die angegebenen Etymologien lassen einige uralische Lautentsprechungen erkennen, z. B. bei einem Vergleich der finnischen und ungarischen Wörter einer Wortgleichung:
- anlautendes finnisches /p-/ entspricht ungarischem /f-/ (z. B. puu : fa)
- anlautendes finnisches /k-/ entspricht vor /a/ und /o/ ungarischem /h-/ (z. B. kala : hal), sonst ungarischem /k-/ (z. B. käsi : kéz)
- inlautendes finnisches /-t-/ entspricht ungarischem /-z/ (z. B. sata : száz)
- inlautendes finnisches /-nt-/ entspricht ungarischem /-d-/ (z. B. tunte : tud)
- anlautendes finnisches /s-/ entspricht ungarischem /sz-/ oder /Ø-/ (z. B. silmä : szem, syli : öl), was darauf hindeutet, dass das finnische /s/ von zwei verschiedenen s-Lauten stammt, deren Unterschied im Ungarischen noch deutlich wird.

Aus diesen und weiteren Beobachtungen lassen sich die Phoneme des Proto-Uralischen weitgehend rekonstruieren. Die Uralistik geht davon aus, dass das Finnische im Wesentlichen die proto-uralischen Konsonanten erhalten hat – die des Ungarischen also Neuerungen darstellen, während die originalen Vokale am ehesten in den samischen Sprachen zu finden sind.

## Älteste Belege und Schriftsprachen
Das Ungarische ist die uralische Sprache mit den ältesten schriftlichen Belegen. Nach ersten verstreuten Einzelwörtern in anderssprachigen Texten ist eine Leichenrede aus dem Ende des 12. Jahrhunderts der früheste Textbeleg. Er besteht aus 38 Zeilen und hat einen Umfang von 190 Wörtern. Es folgt um 1300 eine altungarische Marienklage, eine künstlerisch wertvolle Nachdichtung eines lateinischen Textes, gewissermaßen das erste ungarische Gedicht.
Das älteste karelische Sprachdenkmal stammt aus dem 13. Jahrhundert und ist ein sehr kurzer auf Birkenrinde geschriebener Text. Altpermisch, eine frühe Form des Komi, erhielt im 14. Jahrhundert durch den Missionar Stefan von Perm mit der altpermischen Schrift ein eigenes Alphabet, das auf dem griechischen und kyrillischen Alphabet basiert. Das älteste estnische Buch wurde 1525 gedruckt, blieb aber nicht erhalten; der erste erhaltene estnische Text sind 11 Seiten eines 1535 gedruckten religiösen Kalenders. Die finnische Literatur beginnt 1544 mit den Rukouskirja Bibliasta des Mikael Agricola, 1548 folgt seine Übersetzung des Neuen Testaments. Die ältesten samischen Texte stammen aus dem 17. Jahrhundert.
Außer den erwähnten Sprachen mit relativ frühen Sprachdenkmälern haben inzwischen fast alle uralischen Sprachen eine schriftliche Form gefunden, wenn auch eine eigentliche literarische Produktion nur bei den größeren Sprachen stattgefunden hat. Die uralischen Sprachen in Russland benutzen geeignete Modifikationen des kyrillischen Alphabets, die westlichen Sprachen das lateinische Schriftsystem.

## Weitere Verwandtschaft?
Wie bei allen Verwandtschaftsannahmen bleibt auf jeder Stufe zu untersuchen, ob es sich jeweils um ererbte Gemeinsamkeiten und damit Argumente für eine genealogische Verwandtschaft handelt, oder ob langfristige Kontakte in Form eines Sprachbunds zu diesen Gemeinsamkeiten geführt haben. Solche Entscheidungen werden natürlich umso schwieriger, je weiter die jeweilige Verwandtschaft reicht.

### Uralisch und Jukagirisch
Eine Hypothese ist die der Verwandtschaft des Uralischen mit der sonst als isoliert eingestuften paläosibirischen Sprache Jukagirisch. Jukagirisch wird von einigen hundert Menschen in Nordost-Sibirien gesprochen. Nach Ruhlen (1987) beweisen Arbeiten von Collinder (1965) und Harms (1977) die Verwandtschaft des Jukagirischen mit den uralischen Sprachen. Collinder stellt fest: „Die Gemeinsamkeiten des Jukagirischen und Uralischen sind so zahlreich und charakteristisch, dass sie Überreste einer ursprünglichen Einheit sind. Das Kasus-System des Jukagirischen ist fast identisch mit dem des Nord-Samojedischen. Der Imperativ wird mit denselben Suffixen gebildet wie im Süd-Samojedischen und den konservativsten finno-ugrischen Sprachen. Jukagirisch hat ein halbes Hundert gemeinsamer Wörter mit dem Uralischen, und zwar ohne die Lehnwörter. Man sollte bemerken, dass alle finno-ugrischen Sprachen in der Kasus-Flexion mehr vom Samojedischen abweichen als das Jukagirische.“
Es wäre danach möglich, von einer uralisch-jukagirischen Sprachfamilie zu sprechen. Man erhält für diesen Fall die folgende Klassifikation:
- Uralisch-Jukagirisch
  - Jukagirisch
  - Uralisch
    - Samojedisch
    - Finno-Ugrisch
      - Ugrisch
      - Finno-Permisch

### Ural-Indogermanisch
Eine Verwandtschaft mit der indogermanischen Sprachfamilie ist immer wieder postuliert worden, nicht zuletzt wegen der Jahrtausende währenden Nachbarschaft, aber auch wegen vermuteter lexikalischer und grammatikalischer Beziehungen; diese Hypothese ist aber umstritten. So lassen sich sowohl für den Wortschatz als auch für die grammatischen Strukturen zwischen den indogermanischen und uralischen Sprachen konvergente Elemente rekonstruieren. Die Ursprungsregionen (Urheimaten) beider Sprachfamilien lagen wahrscheinlich im östlichen Europa, wobei das Siedlungsgebiet der Uralier meistens wesentlich weiter nördlich angesetzt wird als das der Indogermanen. Die Linguisten Károly Rédei und Jorma Koivulehto kritisieren diese Hypothese. Sie führen die Ähnlichkeiten auf Sprachkontakt und gegenseitige Lehnwörter zurück.
Neuere Studien wiederum stützen die Verwandtschaft des Uralischen mit den indogermanischen Sprachen, welche jedoch weiter zurückliegen könnte als bisher angenommen, beziehungsweise mehrere Sprachfamilien umfasse. Neben den Parallelen in der Grammatik zeige auch die Morphologie (Wortstamm) der beiden Ur-Sprachen nahezu identische Charakteristik, was auf eine gemeinsame Ur-Sprache oder zumindest tiefere Verwandtschaft hindeute.

### Ural-Altaisch
Eine umstrittene Hypothese ist die der „ural-altaischen“ Super-Sprachfamilie.
Die folgende Tabelle zeigt einige konsonantische Formantia (in der Regel Suffixe), die sowohl in den uralischen Sprachen, im Jukagirischen als auch in den altaischen Sprachen (Turkisch, Mongolisch, Tungusisch) verbreitet sind (nach Marcantonio 2002 und Greenberg 2000).
Verbreitung konsonantischer Formantia im Uralischen, Jukagirischen und Altaischen
| Konsonant | Bedeutung | Finn. | Sami | Perm. | Ungar. | Ob-Ug. | Samoj. | Jukag. | Turk. | Mong. | Tung. | Anzahl |
| --------- | --------- | ----- | ---- | ----- | ------ | ------ | ------ | ------ | ----- | ----- | ----- | ------ |
| m         | mein      | x     | x    | x     | x      | x      | x      | x      | x     | x     | x     | 10     |
| n         | Lokativ   | x     | x    | x     | x      | x      | x      | x      | x     | x     | -     | 9      |
| m         | Gerundiv  | x     | x    | x     | -      | x      | x      | x      | x     | x     | x     | 9      |
| n         | Genitiv   | x     | x    | x     | -      | -      | x      | x      | x     | x     | x     | 8      |
| t         | Plural    | x     | x    | x     | -      | x      | x      | -      | x     | x     | x     | 8      |
| t         | Ablativ   | x     | x    | x     | -      | -      | x      | x      | x     | x     | x     | 8      |
| t         | Lokativ   | -     | -    | -     | x      | x      | x      | x      | x     | x     | x     | 7      |
| m         | Akkusativ | x     | x    | x     | -      | x      | x      | -      | -     | -     | x     | 6      |
| k         | Imperativ | x     | x    | -     | -      | -      | x      | x      | x     | x     | -     | 6      |
| l         | Plural    | -     | -    | x     | -      | x      | x      | -      | x     | x     | x     | 6      |
| k         | Lativ     | x     | x    | x     | -      | -      | -      | x      | x     | -     | x     | 5      |
| n         | Lativ     | x     | -    | x     | -      | x      | x      | x      | -     | -     | -     | 5      |
| t         | dein      | x     | x    | x     | x      | -      | -      | -      | -     | -     | x     | 5      |
| s         | sein      | x     | x    | x     | x      | -      | -      | -      | x     | -     | -     | 5      |
| s         | Lativ     | x     | x    | x     | -      | -      | -      | -      | -     | x     | x     | 5      |
| k         | Plural    | -     | x    | x     | x      | -      | x      | -      | x     | -     | -     | 5      |

### Uralisch zu Nostratisch oder Eurasiatisch?
Eine hypothetische Erweiterung der indogermanischen und altaischen Verwandtschaft führt auf die nostratische oder gar eurasiatische Makrofamilie.
Die folgende Tabelle gibt eine Übersicht über die umstrittenen rekonstruierten protosprachlichen Personal- und Possessivendungen in einigen eurasischen Sprachfamilien.
Rekonstruierte Personal- und Possivendungen in eurasischen Sprachfamilien
| Num.   | Pers. | Proto- Uralisch | Proto- Turkisch | Proto- Tungusisch | Proto- Indogerm. |
| ------ | ----- | --------------- | --------------- | ----------------- | ---------------- |
| Sing.  | 1     | m               | m               | m                 | m                |
| Sing.  | 2     | t               | ng              | t                 | s                |
| Sing.  | 3     | s(V)            | s(V)            | n                 | t                |
| Plural | 1     | m+PL            | m+PL            | m+PL              | me(n)            |
| Plural | 2     | t+PL            | ng+PL           | t                 | te               |
| Plural | 3     | s+PL            | Ø               | t                 | ent              |

## Geschichte und aktuelle Diskussion der Klassifikation

### Frühe Ansätze
Die frühesten Wahrnehmungen verwandtschaftlicher Beziehungen von Sprachen, die wir heute als uralisch bezeichnen, gehen bereits auf das Ende des 9. Jahrhunderts zurück. Der Wikinger Othere berichtet von der Ähnlichkeit des Samischen mit der Sprache der Bjarmer. Im 15. Jahrhundert werden Beziehungen zwischen dem Ungarischen sowie dem Chantischen und Mansischen erkannt, allerdings wohl weniger auf linguistischer Basis als vielmehr durch die Namensähnlichkeit ‘Ugria’ und ‘Hungaria’. Weitere wichtige Stationen: 1671 bemerkt der Schwede Georg Stiernhielm die enge Verwandtschaft des Estnischen, Samischen und Finnischen, außerdem erkennt er eine entferntere Beziehung dieser Gruppe zum Ungarischen. 1717 konstatiert J. G. von Eckhart in Leibniz‘ Sammelwerk Collectanea Etymologica darüber hinaus die Relation des Samojedischen zu den finnischen und ugrischen Sprachen.

### Strahlenberg und Schlözer
1730 klassifiziert der Schwede Philip Johan von Strahlenberg die finnisch-ugrischen Sprachen bis auf das Samische, 1770 ergänzt der deutsche Historiker August Ludwig von Schlözer Strahlenbergs Klassifikation um die samische Komponente. Somit ist die im Wesentlichen heute noch akzeptierte Gliederung der finno-ugrischen Sprachfamilie bereits sechs Jahre vor William Jones’ berühmter Rede vorhanden, die die Grundlage für eine indogermanische Sprachwissenschaft legt.

### Sajnovics und Gyarmathi
Weitere konsolidierende Schritte sind die Arbeiten der Ungarn János Sajnovics 1770 und Sámuel Gyarmathi 1799. Sajnovics belegt in seiner Arbeit die Verwandtschaft des Ungarischen mit den samischen Sprachen. Dafür zieht er nicht nur Wortgleichungen heran, sondern beruft sich auch auf Ähnlichkeiten in der Grammatik der Sprachen. Gyarmathi zeigt, dass das Ungarische der nächste Verwandte des Chantischen und Mansischen ist und diese drei einen eigenen Zweig, das Ugrische, ausmachen; er belegt durch gültige Wortgleichungen die Beziehungen des Ugrischen zu den finnischen Sprachen und fasst die damals bekannten samojedischen Sprachen zu einer eigenen Gruppe zusammen.

### Castrén und Halász
1840 erschließt der Finne Matthias Alexander Castrén durch Feldstudien das Samojedische systematisch, klärt die interne Nord-Süd-Gliederung des Samojedischen und etabliert die Zweiteilung der Gesamtfamilie in einen samojedischen und finno-ugrischen Zweig. Die Arbeiten Castréns werden durch den Ungarn Ignácz Halász 1893 durch 245 gesamt-uralische Wortgleichungen endgültig auf sicheren Boden gestellt. (Heute geht man von etwa 150 akzeptierten gesamt-uralischen Wortgleichungen aus.)

### Neuere Gliederungsthesen
Trotz dieser frühen Klassifikationsleistungen sind auch heute keineswegs alle Probleme der internen Gliederung des Uralischen gelöst. Gerade in den letzten Jahren wurden scheinbar sichere Erkenntnisse – wie die Zweiteilung des Finnisch-Ugrischen in eine finnisch-permische und ugrische Komponente – in Frage gestellt. Ein weiteres Problem ist die Einordnung des Samischen. Als allgemein akzeptiert können folgende Aussagen gelten:
- Das Uralische bildet eine Sprachfamilie, die primär in einen finno-ugrischen und einen samojedischen Zweig zerfällt.

Weitere gültige genetische Untereinheiten des Finno-Ugrischen sind
- Ostseefinnisch (mit Finnisch, Estnisch, Karelisch, Wepsisch, Ingrisch, Wotisch, Livisch)
- Samisch (mit 10 Sprachen oder Dialekten)
- Permisch (mit Udmurtisch und Komi) und
- Ugrisch (mit Ungarisch und Ob-Ugrisch mit Chantisch und Mansisch)

Der linguistische Nachweis der ugrischen Einheit hat sich dabei als äußerst schwierig herausgestellt und wird neuerdings von Marcantonio 2002 wieder bestritten.
Häufig – aber nicht von allen Forschern – wurden Mari und Mordwinisch zu einer Einheit Wolgaisch und das Ostseefinnische mit dem Samischen zu Samisch-Finnisch zusammengefasst. Die finno-ugrischen Sprachen, die nicht zu den ugrischen gehören, wurden und werden von den meisten Forschern als genetische Einheit Finno-Permisch betrachtet. Solche Klassifikationen gehen also von folgender Grundstruktur des Uralischen aus:
- Uralisch
  - Finno-Ugrisch
    - Finno-Permisch
    - Ugrisch

  - Samojedisch

Sie unterscheiden sich nur durch die Feingliederung der finno-permischen Gruppe. So ziemlich alle möglichen Varianten sind vorgeschlagen worden, wichtige Arbeiten zur Gliederung des Finno-Permischen kamen zu folgenden Ergebnissen:

### Collinder, Austerlitz, Voegelin und Harms
Collinder (1965) klassifiziert Ostseefinnisch, Samisch, Mordwinisch, Mari und Permisch als gleichberechtigte Untereinheiten des Finno-Permischen. Austerlitz (1968) fasst Mordwinisch und Mari zu Wolgaisch zusammen. Zu komplexeren Strukturen kommen Voegelin (1977) und Harms (1998):
- Finno-Permisch (Voegelin 1977)
  - Finno-Wolgaisch
    - Samisch-Finnisch
    - Wolgaisch
      - Mordwinisch
      - Mari

  - Permisch
- Finno-Permisch (Harms 1998)
  - West-Finno-Permisch
    - Samisch-Finnisch
    - Mordwinisch

  - Mari
  - Permisch

### Janhunen und Abondolo
Janhunen (2003) arbeitet mit einer Reihenfolge von Abspaltungen vom Finno-Ugrischen, einem sogenannten binären Stammbaum. Die Abspaltungsfolge ist 1. Ugrisch, 2. Permisch, 3. Mari, 4. Mordwinisch, 5. Samisch, mit 6. dem Ostseefinnischen als Rest.
- Finno-Ugrisch (Janhunen 2003)
  - Ugrisch
  - Finno-Permisch
    - Permisch (Udmurtisch und Komi)
    - Mari-Mordwinisch-Finnisch-Samisch
      - Mari
      - Mordwinisch-Finnisch-Samisch
        - Mordwinisch
        - Samisch-Finnisch
          - Samisch
          - Ostseefinnisch

Dagegen nimmt Abondolo 1998 gerade das umgekehrte Abspaltungsszenario an und verneint damit die Existenz einer genetischen Einheit Finno-Permisch gegenüber dem Ugrischen. Er sieht folgende Abspaltungsfolge vom Finno-Ugrischen: 1. Samisch-Finnisch, 2. Mordwinisch, 3. Mari, 4. Permisch. Übrig bleibt als Kern das Ugrische.

### Mehrheitskonsens und neue Thesen
Als „Mehrheitsmeinung“ der teilweise divergierenden aktuellen Auffassungen ergibt sich die folgende Klassifikation: Das Finno-Ugrische zerfällt in das Ugrische und Finno-Permische, das aus den gleichrangigen Gruppen (Ostsee-)Finnisch, Samisch, Mordwinisch, Mari und Permisch gebildet wird. Die traditionelle Einheit Wolgaisch oder Wolgafinnisch entfällt. Man erhält damit die Struktur der oben in diesem Artikel dargestellten Klassifikation.
Die künftige Forschung wird zeigen, ob die hier gegen Abondolo 1998 traditionell aufgenommene Untereinheit Finno-Permisch linguistisch relevant ist. Wolgaisch als Einheit von Mordwinisch und Mari findet in der neueren Diskussion kaum noch Anhänger.
Die Klassifikation des Uralischen ist neuerdings wieder sehr in der Diskussion (vgl. Angela Marcantonio 2002), im Extremfall bis hin zur Aufgabe der genetischen Einheiten Ugrisch, Finno-Ugrisch und Uralisch insgesamt. Auch wird die Frage diskutiert, ob das Uralische überhaupt durch ein Stammbaummodell beschreibbar ist. Gegen diese sehr weitreichenden Thesen hat sich aber die Mehrheit der uralistischen Forscher ausgesprochen.

## Urheimat und Ausbreitung der uralischen Sprachen
Während die genaue Lage der Urheimat der Uralischen Sprachen lange als umstritten galt, tendiert die Mehrheit der Linguisten und Historiker auf einen Ursprung östlich des Ural-Gebirges in Sibirien. Strittig ist die Frage in welcher Region Sibiriens. Laut Juha Janhunen lag die Urheimat der frühen Uralisch-sprachigen Völker zwischen dem Ob und dem Jenissei im zentralen Sibirien. Ein linguistisches Konsortium um Grünthal et al. 2022, argumentiert, basierend auf linguistischen Daten sowie historischen Kontaktepisoden mit Indoiranischen Sprachen sowie Turksprachen, für eine Urheimat der frühen Uralisch-sprachigen Völker (den Sprechern des „Proto-Uralischen“) im südlichen Sibirien, speziell im Minussinsker Becken, von wo sich die Finno-ugrische sowie die Samojedischen Sprachen entlang von Flüssen Richtung Westen beziehungsweise Norden ausbreiteten. Die Expansion des Finno-Ugrischen nach Europa steht möglicherweise im Zusammenhang mit der Seima-Turbino Kultur. Einige typologische und grammatikalische Eigenschaften der Uralischen Sprachen sind in westeurasischen Sprachen (Indogermanisch oder Kaukasische Sprachen) selten bis gar nicht vorhanden, jedoch typisch für nordostasiatische Sprachen, sowie Sprachen in den nördlichen Regionen Sibiriens und Nordamerikas (Eskimo-aleutische Sprachen). Laut Johanna Nichols deutet das auf einen weiter östlichen Ursprung des „Pre-Proto-Uralischen“. Laut genetischen Daten kann die Verbreitung der Uralischen Sprachen mit einer „Neo-Sibirischen“ Komponente assoziiert werden, welche vom östlichen Sibirien beziehungsweise von Nordostasien ausgehend über Sibirien nach Westen expandierte. Es wird angenommen, dass die Migration des frühen Uralischen die älteren Paläosibirischen Sprachen (wie dem Jenisseischen) verdrängte, und anschließend teilweise selbst von einer weiteren Migration aus Nordostasien (assoziiert mit den frühen Turk-, den Mongolischen und den Tungusischen Sprachen) verdrängt wurde. Die Ankunft der Uralischen Sprachen in Europa scheint mit der Ankunft einer sibirischen Gen-Komponente (repräsentiert bei den nordsibirischen Nganasanen oder bronzezeitlicher Funde aus Krasnojarsk und Jakutien) verknüpft zu sein.
Manche Forscher assoziieren die neolithischen Elshanka- und Kama-Kulturen im heutigen Udmurtien mit den frühen Uralisch-sprachigen Völkern, beziehungsweise mit den frühen Tarim-Mumien und der späteren Okunew-Kultur. Diese Ansichten sind aber umstritten, unter anderem, da keine sprachlichen Hinterlassenschaften dieser Kulturen vorhanden sind. Eine Minderheit von Linguisten unterstützt einen europäischen Ursprung der frühen Uralisch-sprachigen Völker (manchmal in Verbindung mit den osteuropäischen Jägern und Sammlern), und späteren Kontakt mit sibirischen Stämmen. Demnach liege der Ursprung der Uralischen Sprachen im südlichen Ural-Gebirge und der Koptyaki-Kultur.
Die finno-ugrische Gruppe war von Anfang an die bei weitem größere. Erste Aufspaltungen dieser Gruppe gehen mindestens auf das 3. Jt. v. Chr. zurück. Wie schon oben erwähnt, ist die Reihenfolge der Abspaltungen und damit der Verlauf der Ausdehnung der finno-ugrischen Sprachen inzwischen (seit etwa 1970) strittig. Seit Donner 1879 wurde allgemein angenommen, dass sich das Ugrische als erste Gruppe vom Finno-Ugrischen trennte und als Rest die finno-permische Einheit zurückließ. Die neueren Resultate (Sammallahti 1984 und 1998, Viitso 1996) sehen dagegen die samisch-finnische Gruppe als eine periphere Einheit an, die zuerst und zwar schon im 3. Jt. v. Chr. vom finno-ugrischen Kern abrückte. Es folgten das Mordwinische und das Mari (etwa um 2000 v. Chr.) und schließlich das Permische in der Mitte des 2. Jts. v. Chr. Als Kern blieben die Sprachen zurück, aus denen sich das Ugrische entwickelte. Wohl bereits 1000 v. Chr. kann man die Trennung des Ungarischen von den ob-ugrischen Sprachen ansetzen. Die Ungarn (Selbstbezeichnung Magyaren) zogen seit 500 n. Chr. zusammen mit türkischen Stämmen westwärts und erreichten und eroberten das schwach besiedelte Karpatenbecken 895 n. Chr. (Der Name Ungar stammt aus dem Tschuwaschischen oder Bolgar-Turkischen von on-ogur = zehn Ogur-Stämme).

## Sprachliche Charakteristik der uralischen Sprachen

### Typologische Merkmale
Typologisch haben die uralischen Sprachen eine große Bandbreite. Allerdings sind einige Eigenschaften vorherrschend oder doch weit verbreitet: eine reiche agglutinative Morphologie mit monosemantischen Suffixen, insbesondere ein reichhaltiges Kasus-System mit bis zu 20 „Fällen“, Wortstellung SOV (in den westlichen uralischen Sprachen durch Fremdeinfluss oft SVO), Negation durch ein flektierbares Hilfsverb, ursprünglich eine geringe Neigung zur Numerus-Markierung, Vokalreichtum, Vokalharmonie und Konsonantenstufung. Diese Merkmale werden im Folgenden ausführlicher erläutert.

### Rekonstruktion des Proto-Uralischen
Das Proto-Uralische konnte mit den Methoden der vergleichenden Sprachwissenschaft bis zu einem gewissen Grade rekonstruiert werden. Besondere Schwierigkeiten macht dabei der große Abstand des Finno-Ugrischen vom Samojedischen, also letztlich das hohe Alter des Proto-Uralischen, das auf mindestens 7.000 Jahre geschätzt wird, das weitgehende Fehlen „gemeinsamer“ morphologischer Marker (Kasussuffixe, Pluralmarker, Verbalendungen) in den heutigen uralischen Sprachen und das Fehlen älterer überlieferter Texte (siehe oben). Selbst die verbleibenden Gemeinsamkeiten der uralischen Sprachen können nicht alle als Erbgut aus dem Proto-Uralischen angesehen werden: einige spiegeln Sprachuniversalien wider, andere den Einfluss benachbarter nicht-uralischer Sprachgruppen. Hier kommen vor allem das Indogermanische (insbesondere Iranisch, Germanisch, Baltisch und Slawisch), aber auch die altaischen Sprachen (Turkisch, Mongolisch und Tungusisch) in Frage.
Die Rekonstruktion der ursprünglichen proto-uralischen Morpheme für die Kasusbildung, Possessivsuffixe u. a. ist wegen ihrer relativ geringen Verbreitung in den heutigen uralischen Sprachen nicht unproblematisch. Darüber hinaus zeigt sich, dass diese Formantia „auch außerhalb der uralischen Sprachen“ im eurasischen Raum weithin verwendet wurden und werden (vgl. den obigen Abschnitt „Externe Beziehungen der uralischen Sprachen“).
Im Folgenden werden ausgewählte linguistische Merkmale uralischer Sprachen zusammengestellt, die im Vergleich zu indogermanischen Sprachen besondere Aufmerksamkeit verdienen. Eine umfassende Darstellung des Proto-Uralischen gibt Hajdú 1987.

### Phonologie

#### Phoneme
Für die Darstellung des rekonstruierten Konsonanten- und sehr reichhaltigen Vokalsystems des Proto-Uralischen wird auf die weiterführende Literatur verwiesen. Als Beispiel sei das Phoneminventar des Finnischen herangezogen.

##### Konsonanten
| Typ         | Labial | Dental | Alveolar | Velar | Glottal |
| ----------- | ------ | ------ | -------- | ----- | ------- |
| Nasal       | m      | n      | .        | ŋ     | .       |
| Okklusiv -v | p      | t      | .        | k     | ʔ       |
| Okklusiv +v | b      | d      | .        | g     | .       |
| Frikativ +v | v      | .      | .        | h     | .       |
| Frikativ -v | f      | s      | š        | .     | .       |
| Lateral     | .      | l      | .        | .     | .       |
| Vibrant     | .      | r      | .        | .     | .       |
| Halbvokal   | .      | j      | .        | .     | .       |

Die Kennzeichnung +v bzw. -v (bei Okklusiven und Frikativen) bedeutet die stimmhafte bzw. stimmlose Form des Konsonanten.
Im Ostseefinnischen und einigen anderen finno-ugrischen Sprachen ist die Konsonantenlänge von /m, n, p, t, k, s, l, r, j/ innervokalisch distinktiv. Nach Nasalen und Liquiden ist auch die Länge von /p, t, k, s/ distinktiv. Für das Proto-Uralische kann man distinktive Konsonantenlängen höchstens intervokalisch für /p, t, k/ ansetzen, dieser Ansatz wird allerdings von anderen Forschern abgelehnt.

##### Vokale
Die Vokale des Finnischen sind /i, ü, u; e, ö, o; ä, a/. Sie kommen in kurzer und langer Form vor; dieser Unterschied ist phonemisch bedeutsam, siehe die Beispiele. Die Vokallänge wird im Finnischen durch Doppelsetzung (z. B. /uu/), im Ungarischen durch einen Akzent (z. B. ház) ausgedrückt.
- Finnisch: tulen ‚des Feuers‘ vs. tuulen ‚des Windes‘
- Ungarisch: szel ‚schneiden‘ vs. szél ‚Wind‘

Ob die Quantitätsopposition von Kurz- und Langvokalen aus dem Proto-Uralischen stammt, lässt sich nicht eindeutig festlegen: in einigen Gruppen – Mordwinisch, Mari, Permisch – ist er nicht nachweisbar.

#### Vokalharmonie und Vokalassimilation
Vokalharmonie ist die qualitative Abhängigkeit eines Suffixvokals vom Wurzelvokal, im weiteren Sinne die qualitative Angleichung zwischen den Vokalen eines Wortes. Beides ist in den uralischen Sprachen weit verbreitet. Ob es sich um ein proto-uralisches Merkmal handelt, ist umstritten: hier könnte turkischer Einfluss vorliegen. Der Suffixvokal richtet sich nach der Qualität des Wurzelvokals; hierbei bilden /a, o, u/ einerseits und /ä, ö, ü/ andererseits disjunkte Klassen:
Beispiele aus dem Finnischen:
- talo ‚Haus‘, talo-ssa ‚im Haus‘
- kynä ‚Stift‘, kynä-ssä ‚im Stift‘

Aus dem Ungarischen:
- asztal ‚Tisch‘, asztal-ok ‚Tische‘
- föld ‚Land‘, föld-ek ‚Länder‘

Ähnliche Regeln gelten nicht nur im Finnischen und Ungarischen, sondern auch in manchen Dialekten des Mordwinischen, Mari, den ob-ugrischen Sprachen und dem samojedischen Kamas. In anderen uralischen Sprachen fehlt dagegen die Vokalharmonie völlig.
Streng genommen von der Vokalharmonie zu trennen ist die Vokalassimilation, z. B. assimiliert unbetontes Suffix -e im Finnischen zum vorhergehenden Vokal:
- talo+hen > taloon ‚in das Haus‘ (das h entfällt zusätzlich)
- talo+i+hen > taloihin ‚in die Häuser‘

Im Ungarischen assimiliert der Suffixvokal der Endung -hez qualitativ (in seiner Rundung) zum vorhergehenden Vokal:
- ház-hoz ‚zum Haus‘
- kéz-hez ‚zur Hand‘
- betű-höz ‚zum Buchstaben‘

#### Konsonantenstufung (Stufenwechsel)
Im Samisch-Finnischen werden „harte“ Konsonanten durch stimmhafte, frikative oder liquide Varianten ersetzt, Doppelkonsonanten zu Einfachkonsonanten entschärft, wenn die folgende Silbe durch ein Suffix geschlossen wird (z. B. beim Genitiv-Suffix -n). Diesen Vorgang nennt man Konsonantenstufung oder Stufenwechsel.
Beispiele aus dem Finnischen:
- mato ‚Wurm‘ > madon ‚des Wurmes‘
- matto ‚Teppich‘ > maton ‚des Teppichs‘
- poika ‚Junge‘ > pojan ‚des Jungen‘
- lintu ‚Vogel‘ > linnun ‚des Vogels‘

Im Finnischen gelten allgemein folgende Übergangsregeln:
- pp > p, tt > t, kk > k; mp > mm; t > d, p > v, k > ʔ

Ob auch in den samojedischen Sprachen Spuren der Konsonantenstufung zu finden sind, ist umstritten. Die meisten Forscher gehen von einer samisch-finnischen Innovation aus.

### Agglutinative Morphologie
Die uralischen Sprachen benutzen zur Bildung der Formen der Nomina und Verben die Agglutination (lat. „Anleimung“). Jedem Morphem (Wortbildungselement) entspricht dabei eindeutig ein Bedeutungsmerkmal (z. B. Kasus, Numerus, Tempus oder Person), die einzelnen Morpheme werden – unter Berücksichtigung der Vokalharmonie (siehe oben) – unmittelbar aneinandergereiht. Die Morpheme sind also monosemantisch (Träger nur einer Bedeutung) und juxtaponierend (aneinanderreihend). Bei flektierenden Sprachen tragen die Endungen in der Regel mehrere Bedeutungen, z. B. deutsch lieb-t: hier weist die Endung -t sowohl auf die 3. Person, den Singular als auch das Tempus Präsens hin. (Beispiele zur Agglutination unter Nominalbildung und Verbalbildung.)
Es gibt keinen Zweifel, dass bereits das Proto-Uralische vom agglutinierenden Sprachtyp war. Allerdings gibt es in den heutigen uralischen Sprachen nur wenige gemeinsame morphologische Marker. Die meisten Kasussuffixe, Pluralmarker und Verbalendungen sind Innovationen, die sich unabhängig voneinander in den einzelnen uralischen Sprachen gebildet haben. Diesen Prozess kann man teilweise noch historisch verfolgen, etwa bei der Bildung der ungarischen Kasussuffixe aus ihren altungarischen Vorgängern. Im Gegensatz zum Indogermanischen lässt sich für das Uralische somit keine umfassende gemeinsame Morphologie rekonstruieren, die man proto-uralisch nennen könnte. Dies hat zu der Frage geführt, ob man die „komparativ-historische Methode“ überhaupt auf die uralischen Sprachen anwenden könne (Marcantonio 2002).

### Nominalbildung

#### Kasus
Die Kasus des Nomens werden in den uralischen Sprachen ausschließlich durch Suffixe gebildet, nie durch Präfixe. Adjektiv-Attribute, Demonstrativa und Zahlwörter zeigten ursprünglich keine Kongruenz in Kasus und Numerus mit dem zugeordneten Nomen, wurden also nicht „mitdekliniert“.
- Ungarisch: a négy nagy ház-ban ‚in den vier großen Häusern‘

(a bestimmter Artikel, négy ‚vier‘, nagy ‚groß‘, nur das Substantiv ház wird dekliniert, hier durch die Lokativendung -ban.)
Allerdings ist die finnisch-samische Gruppe unter dem Einfluss ihrer indogermanischen Umgebung zur Kongruenz übergegangen, wie folgende Beispiele aus dem Finnischen zeigen:
- pieni poika ‚kleiner Junge‘
- piene-t poja-t ‚kleine Jungen‘ (Plural, pojat mit Konsonantenstufung)
- neljä-ssä iso-ssa talo-ssa ‚in den vier großen Häusern‘ (mit Vokalharmonie bei der Lokativendung -ssa)

Das Proto-Uralische besaß mindestens einen Nominativ (unmarkiert), Akkusativ, Ablativ, Lokativ und Lativ (Richtungsfall). Diese proto-uralischen Kasus werden als „Primärkasus“ bezeichnet, alle Neubildungen in den einzelnen modernen Sprachen als „Sekundärkasus“. Die Anzahl der Fälle reicht in den modernen uralischen Sprachen von drei im Chantischen, über sechs in den samischen Sprachen, 15 im Finnischen bis zu 16 (oder gar 21) im Ungarischen. Die folgende Tabelle zeigt einige typische Kasusbildungen in vier uralischen Sprachen:
| Finnisch   | Komi         | Ungarisch  | Nenzisch      | Fall    | Deutsch      |
| ---------- | ------------ | ---------- | ------------- | ------- | ------------ |
| talo-ssa   | kerka-yn     | ház-ban    | xarda-xa-na   | Lokativ | im Haus      |
| talo-i-ssa | kerka-yas-yn | ház-ak-ban | xarda-xa-ʔ-na | Lokativ | in Häusern   |
| talo-sta   | kerka-ýs     | ház-ból    | xarda-ʔ-d     | Ablativ | vom Haus weg |

Wie schon diese wenigen Beispiele zeigen, sind die meisten Kasussuffixe – hier im Beispiel für Lokativ und Ablativ – offensichtlich kein uralisches Gemeinsgut, sondern sie haben sich individuell erst in späteren Sprachphasen herausgebildet.

#### Proto-uralische Primärkasus
Die folgende Tabelle zeigt die uralischen Kasusendungen, die in der Uralistik als proto-uralische Gemeinsamkeiten betrachtet werden. Sie haben heute – mit Ausnahme des endungslosen Nominativs, Genitivs und Akkusativs – nur noch eine periphere Bedeutung in den modernen uralischen Sprachen. Allerdings sind viele „moderne“ Kasussuffixe aus ihnen gebildet worden.
| Nr. | Kasus         | Suffix   | Bedeutung     | heutige Verbreitung und Spuren                   |
| --- | ------------- | -------- | ------------- | ------------------------------------------------ |
| 1   | Nominativ     | -Ø       | wer oder was? | gemeinuralisch                                   |
| 2   | Genitiv       | -n       | wessen?       | Finnisch, Samisch, Mari, Mordwinisch, Selkupisch |
| 3   | Akkusativ     | -m       | wen oder was? | Samisch, Mari, Mansisch, Samojedisch             |
| 4   | Lokativ I     | -na /-nä | wo?           | als Formans neuer Fälle weitverbreitet           |
| 5   | Lokativ II    | -t       | wo? (FU)      | Mansisch, Spuren im Ugrischen                    |
| 6   | Ablativ       | -ta/ -tä | woher?        | nur Spuren                                       |
| 7   | Lativ I/Dativ | -ŋ/ -n   | wohin? wem?   | Mansisch, Mordwinisch                            |
| 8   | Lativ II      | -k       | wohin?        | Spuren im Samischen, Ingrisch                    |

Abondolo 1998 zeigt im Wesentlichen dasselbe Schema wie Hajdú, fasst aber einige der ähnlich lautenden Formantia zusammen. Marcantonio 2002 erweitert diese Liste noch um zwei Lative /-a, -ä/ und /-s/ und einen Ablativ /-l/, die allerdings nur in einzelnen Untergruppen des Uralischen vertreten sind. Zu beachten ist, dass fast alle konsonantischen Formantia für uralische Primärkasus auch in außeruralischen eurasischen Sprachen in derselben oder einer ähnlichen Funktion vorkommen (siehe die Tabelle konsonantischer Formantia im obigen Abschnitt „Externe Beziehungen“).

#### Sekundäre uralische Kasus
Die meisten Kasusendungen der modernen uralischen Sprachen sind nicht von einer gemeinsamen Ursprache ererbt, sondern im Gegenteil relativ junge einzelsprachliche Neubildungen. Dabei gibt es im Wesentlichen zwei Prozesse. Erstens die Verwendung primärer Formantia zur Bildung komplexerer neuer Endungen, zweitens die Verwendung und Umformung von Nomina zu Postpositionen und schließlich zu Kasusendungen. Beide Prozesse sollen an einigen Beispielen gezeigt werden.
So haben sich im Finnischen aus primären Formantia mit lokativen Funktionen * /-s/, /-na/, /-ta/, /-l/ und /-n/ folgende Fälle gebildet:
| Kasus   | Beispiel | Bedeutung                  | Suffix | entstanden aus |
| ------- | -------- | -------------------------- | ------ | -------------- |
| Inessiv | kala-ssa | im Innern des Fisches      | -ssa   | < * -s-na      |
| Elativ  | kala-sta | aus dem Innern des Fisches | -sta   | < * -s-ta      |
| Adessiv | kala-lla | auf dem Fisch              | -lla   | < * -l-na      |
| Ablativ | kala-lta | vom Fisch weg              | -lta   | < * -l-ta      |

Der Artikel „Finnische Sprache“ gibt eine umfassende Übersicht über das finnische Kasusschema. Aus dem Ungarischen stammen die folgenden Beispiele für die Verwendung und Umgestaltung von Nomina zu Postpositionen und Kasusmarkern:
| Postposition           | Bedeutung                                | stammt von        | Bedeutung          |
| ---------------------- | ---------------------------------------- | ----------------- | ------------------ |
| ala-tt, al-á, al-ól    | unter, nach unten, von unten             | < ural. *ala      | Raum unter etwas   |
| mögö-tt, mög-é, mögü-l | hinter, nach hinten, von hinten          | < finn-ugr. *miŋä | Platz hinter etwas |
| közö-tt, köz-é, közü-l | zwischen, zwischen-hinein, zwischen-raus | < ungar. köz      | Zwischenraum       |

#### Numerus und Genus
Der Numerus (Singular, Plural und Dual) ist keine proto-uralische Kategorie, was man daran erkennen kann, dass in den modernen uralischen Sprachen die Pluralmarker (Morpheme zur Kennzeichnung des Plurals) außerordentlich vielfältig sind. Einen Dual gibt es heute in den samischen, ob-ugrischen und samojedischen Sprachen. Die Kategorie Genus (grammatisches Geschlecht) existiert in den uralischen Sprachen nicht.

#### Possessivendungen
Die uralischen Sprachen drücken durch Possessivsuffixe den Bezug auf eine Person aus (im Deutschen „mein“, „dein“ etc.). Dieselben Endungen werden häufig auch für die Konjugation von Verben verwendet (siehe unten). Die folgende Tabelle zeigt die proto-uralisch rekonstruierten Formen, die Possessivsuffixe des Finnischen und die Personalpronomen im Ungarischen.
| Num.   | Pers. | Proto- Uralisch | Finnisch Poss.Suff. | Ungarisch Pers.Pron. |
| ------ | ----- | --------------- | ------------------- | -------------------- |
| Sing.  | 1     | *-m             | -ni                 | én                   |
| Sing.  | 2     | *-t             | -si                 | te                   |
| Sing.  | 3     | *-s(V)          | -nsa/-nsä           | ő                    |
| Plural | 1     | *-m+PL          | -emme               | mi                   |
| Plural | 2     | *-t+PL          | -nne                | ti                   |
| Plural | 3     | *-s+PL          | -nsa/-nsä           | ők                   |

#### Nominalketten
Komplexere Nominalphrasen (Nominalketten) werden in den uralischen Sprachen nach sehr unterschiedlichen Prinzipien gebildet, die Regeln dafür liegen aber in jeder Sprache fest. Als Beispiel sei hier wieder das Finnische herangezogen. Im Finnischen hat eine Nominalkette die Struktur: Stamm + [Pluralmarker] + Kasusmarker + [Possessivmarker].
- Finnisch: talo-i-ssa-ni

Haus-PLURAL-INESSIV-POSS 1.sg.
Haus-mehrere-in-mein (wörtl.)
‚in meinen Häusern‘
- Finnisch: talo-i-sta-si ‚aus deinen Häusern‘

Gesamturalisch gilt bei Possessiv-Konstruktionen die Reihenfolge „Besitzer vor Besitz“:
- Finnisch: isä-n talo ‚Vaters Haus, das Haus des Vaters‘
- Ungarisch: János ház-a ‚Janos Haus-sein‘ (wörtl.): ‚Janos’ Haus‘

### Verbalbildung
Die uralischen Kategorien des Verbums sind
- Tempus-Aspekt: Präsens-Futur („Nicht-Vergangenheit“), abgeschlossenes Präsens-Futur und Vergangenheit (Imperfekt, Perfekt, Plusquamperfekt)
- Modus: Indikativ, Imperativ und Konditionalis-Potentialis
- Person: 1., 2. und 3. Person
- Numerus: Singular und Plural (spätere Kategorie, noch nicht proto-uralisch)

Die Diathese (Aktiv, Passiv, Medium) ist keine gesamt-uralische Kategorie. Konstruktionen mit Hilfsverben sind – z. B. im Finnischen – erst unter dem Einfluss germanischer Sprachen entstanden. Einige Beispiele zur Verbalbildung aus dem Finnischen:
| Person | Singular |                   | Plural    |            |
| ------ | -------- | ----------------- | --------- | ---------- |
| 1      | laula-n  | ich singe         | laula-mme | wir singen |
| 2      | laula-t  | du singst         | laula-tte | ihr singt  |
| 3      | laula-a  | er, sie, es singt | laula-vat | sie singen |

Das Imperfekt wird durch Präsensstamm + i + Personalendung gebildet. Dabei kommt es zu Kontraktionen und Assimilationen, zum Beispiel
- laula-i-n > laulo-i-n ‚ich sang‘
- laula-i-a > laulo-i ‚er, sie es sang‘

Perfekt und Plusquamperfekt werden mit dem konjugierten Hilfsverb ole + Partizip Perfekt laula-nut konstruiert:
- ole-n laula-nut ‚ich habe gesungen‘
- ol-i-n laula-nut ‚ich hatte gesungen‘

Durch Einfügung von -isi- zwischen Verbstamm und Endung wird der Konditionalis markiert:
- puhu-isi-n ‚ich würde sprechen‘

### Negativ-Verb
Die Negation wird durch ein konjugierbares Negativ-Verb ausgedrückt, vergleichbar mit der Umschreibung im Englischen I do not go. Z.B. im Finnischen:
- mene-n ‚ich gehe‘
- e-n mene ‚ich-tue-nicht gehen‘ (wörtl.) → ‚ich gehe nicht‘
- mene-t ‚du gehst‘
- e-t mene ‚du gehst nicht‘

### Umschreibung für „haben“
„Haben“ wird durch das Hilfsverb „sein“ mit einem Lokalkasus ausgedrückt.
- Finnisch: isä-llä on talo ‚Vater-bei ist Haus‘ (wörtl.) → ‚Vater hat ein Haus‘
- Ungarisch: János-nak van egy ház-a ‚Janos (Dat.) ist ein Haus-sein‘ (wörtl.) → ‚Janos hat ein Haus‘

(hier zusätzlich ein Rückbezug auf den Besitzer durch die Possessivendung -a)

### Wortstellung
Die ursprüngliche uralische Wortstellung im Satz ist SOV (Subjekt – Objekt – Prädikat oder Verb). Sie ist nach wie vor bei den samojedischen und ob-ugrischen Sprachen die Regel, bei den zentralen finno-ugrischen Sprachen in Russland und im Ungarischen üblich, wenn auch nicht obligatorisch. In den ostseefinnischen Sprachen hat sie sich unter dem Einfluss des Indogermanischen in die Stellung SVO geändert.

### Uralische Sprachfamilie
- David Abondolo (Hrsg.): The Uralic Languages. Routledge, London/New York 1998.
- Marianne Bakró-Nagy, Johanna Laakso, Elena Skribnik (Hrsg.): The Oxford Guide to the Uralic languages. Oxford University Press, Oxford 2022, ISBN 978-0-19-876766-4 (englisch).
- Björn Collinder: An Introduction to the Uralic Languages. Berkeley, Calif. 1965.
- Péter Hajdú, Péter Domokos: Die uralischen Sprachen und Literaturen. Buske, Hamburg 1987.
- Robert T. Harms: Uralic Languages. In: Encyclopedia Britannica. 15. Auflage. 1998.
- Juha Janhunen: Uralic Languages. In: William F. Frawley (Hrsg.): International Encyclopedia of Linguistics. Oxford University Press, 2003.
- Juha Janhunen: Proto-Uralic—what, where, and when? Mémoires de la Société Finno-Ougrienne 258, Helsinki 2009, S. 57–78.

### Wörterbücher
- Károly Rédei (Hrsg.): Uralisches etymologisches Wörterbuch. Akadémiai Kiadó, Budapest; Harrassowitz, Wiesbaden
  - Band I: Uralische und finnisch-ugrische Schicht. 1986; 1988.
  - Band II: Finnisch-permische und finnisch-wolgaische Schicht. 1988.
  - Band III: Register. 1991.

### Klassifikation, externe Beziehungen
- Robert Austerlitz: L’ouralien. In: André Martinet (Hrsg.): Le langage. Paris 1968.
- Matthias Alexander Castrén: Grammatik der samojedischen Sprachen. St. Petersburg 1854.
- Joseph Greenberg: Indoeuropean and Its Closest Relatives. The Eurasiatic Language Family. 1. Band: Grammar. Stanford University Press, 2000.
- Sámuel Gyarmathi: Affinitas linguae Hungaricae cum linguis Fennicae originis grammatice demonstrata. Göttingen 1799.
- Robert Harms: The Uralo-Yukaghir Focus System: A Problem in Remote Genetic Relationship. In: Paul J. Hopper (Hrsg.): Studies in Descriptive and Historical Linguistics. Amsterdam 1977.
- Gottfried Wilhelm Leibniz (Hrsg.): Collecteana etymologica. Hannover 1717.
- Merritt Ruhlen: A Guide to the World’s Languages. 1. Band: Classification. Edward Arnold, London 1987. (Postscript 1991)
- J. Sajnovics: Demonstratio idioma Ungarorum et Lapponum idem esse. Kopenhagen 1770.
- Philip Johan von Strahlenberg: Das nord- und östliche Theil von Europa und Asia. Stockholm 1730.
- C. F. Voegelin, F. M. Voegelin: Classification and Index of the World’s Languages. New York 1977.